# Noè Marullo
Noè Marullo (Mistretta, 13 novembre 1857 – Mistretta, 5 maggio 1925) è stato uno scultore italiano noto per le sue opere in legno e pietra.
Il contesto ambientale sfavorevole lo ha reso un artista poco conosciuto e poco studiato, anche se è stato conosciuto per le ottime qualità nella realizzazione di numerose sculture, pezzi di terracotta, dipinti, decorazioni e disegni di griglie metalliche forgiate.

## Biografia

### Gioventù
Nato da una famiglia modesta, Noè eredita dal padre, Saverio Marullo, l'arte di falegname e da sua madre, Giovanna Lipari, i valori della vita contadina della campagna siciliana.
Molto giovane si fa notare per le sue qualità e talenti. Così, nel 1873, all'età di 16 anni, grazie all'incoraggiamento del sindaco del tempo e del cavaliere Lipari, si impegna a studiare presso la scuola serale tecnica per i lavoratori (Scuola tecnica serale per Gli operai) a Palermo . Questa scuola, fondata agli inizi degli anni sessanta da Stanislao Cannizzaro, durante il suo mandato come consigliere comunale per l'istruzione a Palermo, mirava a fornire accesso alla formazione per le classi popolari svantaggiate  ·  · . L'opportunità di continuare la sua formazione apre nuovi orizzonti per il giovane Noè che, a causa delle limitate possibilità economiche della sua famiglia, non poteva andare oltre l'alfabetizzazione di base (due anni di scuola elementare).
Ancora una volta, Noè è notevole per il suo genio e l'intuizione, ma anche per la sua intolleranza di autorità e regole. Nonostante questo carattere, i suoi insegnanti riconoscono in lui un grande potenziale ed esercitano la loro influenza sul Comune di Mistretta per ottenere il sostegno finanziario necessario per proseguire gli studi presso l'Accademia delle Belle Arti di Roma.
Nel 1878, si trovò nella giovane capitale d'Italia sotto la tutela del professor Mariani e dello scultore fiorentino Girolamo Masini . Quest'ultima gli trasmette l'idea dell'arte come strumento di impegno sociale. Inoltre, il fermento politico del Risorgimento italiano contribuisce a forgiare la visione sociale del giovane artista.Risorgimento

### Età adulta
Nel 1880, Marullo fece un soggiorno a Mistretta dove riprende le sue radici culturali e comincia a sviluppare il desiderio di un eventuale ritorno alla sua città natale. Ha preso questa occasione per scolpire una Madonna del Carmine per la chiesa di S. Giovanni .
Ottenuto il suo diploma di scultore nel 1881 a Roma, effettivamente sceglie un ritorno definitivo a Mistretta. Tra i suoi primi sponsor è stato un progetto per la scultura di una statua di Giuseppe Garibaldi, morto nel 1882. Il progetto, finanziato dal cavaliere Giuseppe Salamone e dal Consiglio Comunale di Mistretta, nasce nel 1883 per dare vita ad una statua ancora oggi esposta nel giardino pubblico di Mistretta ( Villa Comunale ). Nello stesso anno produceva la Madonna Priante, considerata un capolavoro grazie alle sue proporzioni e stile impeccabile.
La qualità di questo primo lavoro ha stabilito la sua reputazione di artista. Le sue condizioni economiche migliorarono, e decise di aprire una bottega a Mistretta in Vicolo Gullo . Il suo assistente, Calogero Capra, lo aiutava a preparare i tronchi di pini e cipressi per le sculture.
Nel 1885, la Confraternita di San Nicolò gli commissionò una statua dell'Immacolata.
Finisce per accettare sponsorizzazioni che lo portano ad esplorare vari fili e tecniche artistiche (intonaco da parete, griglia metallica e disegno ceramico). Tuttavia, nonostante l'esplorazione di temi laici, i temi religiosi predominano nella sua produzione artistica. (Come negli angeli della facciata del palazzo di Tita Salamone)
Dopo aver lavorato nel campo della formazione, ha sposato un insegnante di scuola primaria, Stella Cuva, dalla quale ha avuto quattro figli (Saverio Salvatore, Maria Grazia, Filippino e Giustina). Sarà la fonte di ispirazione per le sue sculture di Madonna, le cui espressioni trasmettono sempre ideali di bellezza, modestia e umanità.

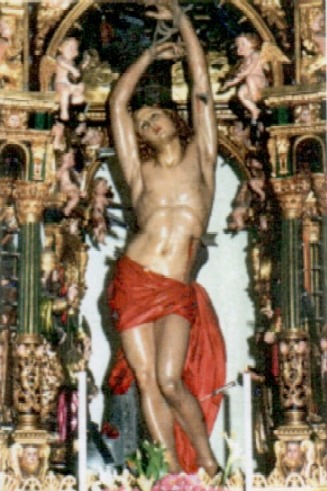

### Maturità artistica
Con la statua della Vergine Addolorata (Chiesa del SS. Rosario di Mistretta), commissionata dalla Confraternita del Santo Rosario, si apre il ciclo delle Madonne, si conclude con la realizzazione dell'Assunta ( Assunta, Chiesa di San Giovanni, Mistretta). Tra le Madonne, ci sono anche l'Immacolata ( L'Immacolata Chiesa di San Nicolò, Mistretta), l'Annunciazione ( Annunziata in Castel di Lucio ), Immacolata ( L'Immacolata a Geraci ), l'Addolorata (a Caronia ). L'aspetto formale ed espressivo di queste sculture riflette la sofferenza dell'artista e più in generale, di questo periodo difficile della storia del Sud Italia . Se "L'Addolorata" a Mistretta è spesso considerata la sua opera più affascinante e autentica, "L'Assunta" (anche a Mistretta) rappresenta il superamento di un certo manierismo barocco delle sue opere giovanili, ora sostituita da una forma di luce dinamica. La fisica e la metafisica sembrano coesistere in questa ultima rappresentazione della Vergine. L'artista ora sembra essere ispirato allo stile e l'armonia dei grandi maestri del Rinascimento italiano, come il Perugino, Andrea Mantegna, Antonello da Messina e Tiziano.
Nel 1897, Felice Buono ( Beato Felice ) dà all'artista un livello di celebrità mai fino a quel momento riconosciuto dai suoi contemporanei. Questa scultura rappresentante San Felice da Nicosia (nome di nascita: Filippo Giacomo Amoroso, 1715 -1787  ·  santificato da Papa Benedetto XVI il 23 ottobre 2005). Comandata dal Barone Biagio Lipari di Mistretta, una sorta di Cavaliere Cirino da Nicosia, fu offerta all'ordine dei Cappuccini in riconoscimento di una grazia ricevuta dal Barone. La statua è stata trasportata in un carrello da Mistretta a Nicosia · Nicosia, dove fu benedetta alla chiesa di S. Biagio e successivamente trasportata in una processione solenne alla chiesa dei Cappuccini.
Con il Crocifisso di Centuripe (Chiesa crocifisso) Marullo interpreta con originalità la storia della tortura subita da Cristo. Un'altra scultura di questo periodo è il San Francesco d Assisi.
Tra il 1900 e il 1906, la Fratellanza di Sant'Agostino ha sponsorizzato una statua del santo patrono della città di Mistretta, San Sebastian, a Marullo. Questa sarà l'occasione per l'artista di produrre ciò che è considerato il più grande capolavoro della sua vita. Riuscì a interpretare e rappresentare con precisione e perfezione il pretoriano romano che divenne apostolo di Cristo e morì martire. La delicatezza dei rilievi anatomici non diminuiscono la sofferenza del martire. La posizione relativamente languida del santo suggerisce un atteggiamento quasi euforico di una processione alla grazia divina e all'elevazione spirituale attraverso la sofferenza fisica. È probabile che per questa scultura Marullo sia ispirata dal dipinto di San Sebastiano di Guido Reni (1575-1642) ·  esposto presso i Musei del Campidoglio, a Roma. Inoltre, il movimento del corpo e delle braccia del santo è molto simile a quello del dipinto di San Sebastiano di Giovanni De Vecchi (1536-1615).
Con le statue di Sant'Antonio di Padova (chiesa omonima di Mistretta) e di San Luca, a Castel di Lucio, termina il periodo prolifico di Marullo.

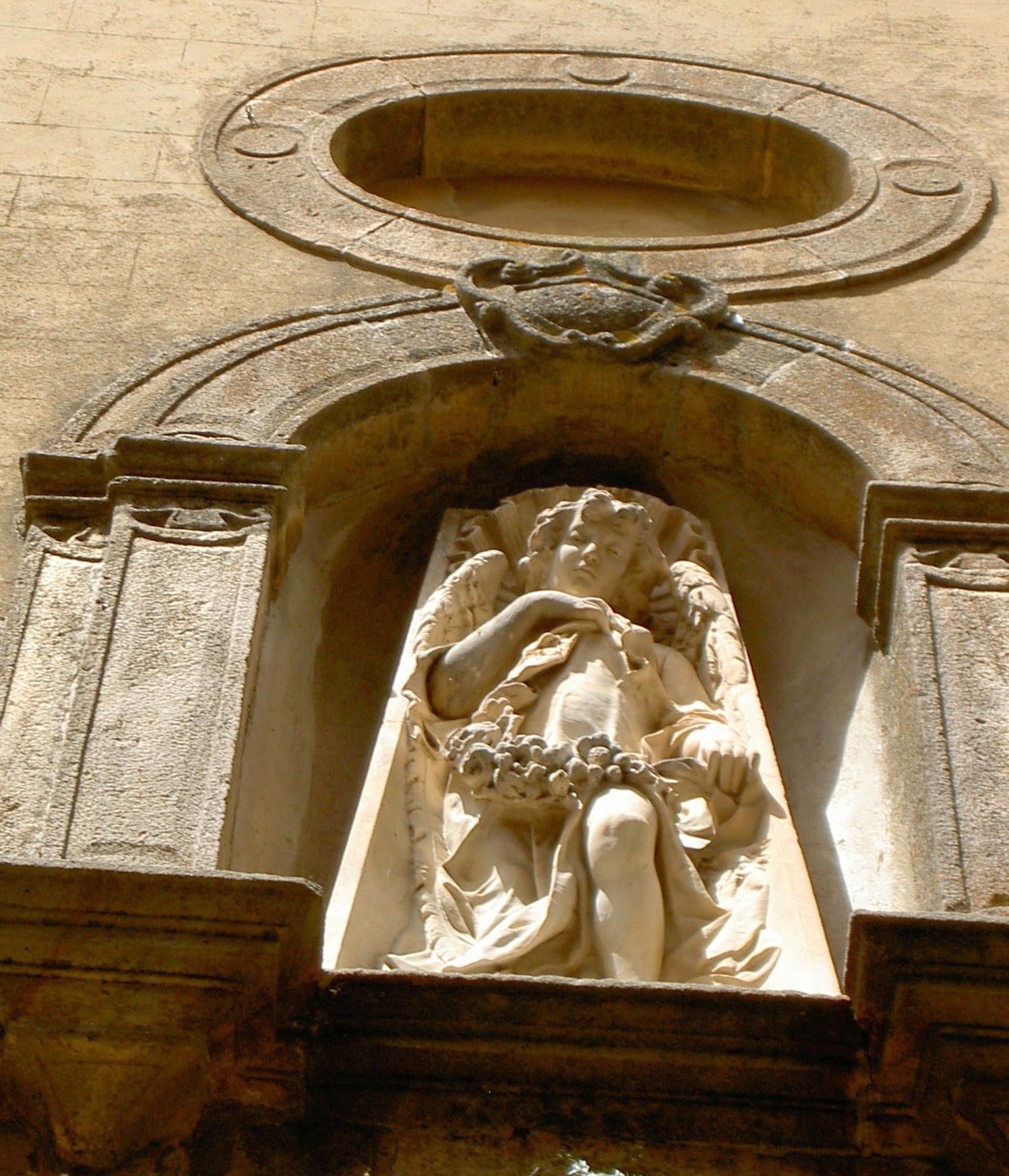
Angelo dei Morti, sul frontone della chiesa di San Vincenzo (chiamato anche la chiesa della SS Trinidad), a Mistretta

### Vecchiaia
La morte della figlia quattordicenne Giustina, con cui sembra aver avuto un rapporto particolarmente stretto, colpisce profondamente Marullo. Il tema della morte sarà spesso presente nella sua produzione artistica tardiva. Ad esempio, nel suo Angelo della morte, commissionato dalla famiglia Tita per adornare il frontone della Chiesa SS. Trinità (nota anche come Chiesa di San Vincenzo) a Mistretta, simboleggia la possibilità di superare la morte.
Tra le sue ultime opere sono la Sacra Famiglia, nella chiesa di San Giuseppe a Mistretta e una statua di quest'ultimo scolpita per decorare la cripta della sede dei Lavoratori, Aiuti interni ( Società Operaia di Mutuo Soccorso ) di Mistretta. I valori della famiglia siciliana e della società rurale risorgono così alla fine della vita di Noè Marullo.

## Analisi grafica
In questa sezione sono riportati i punti salienti di analisi della scrittura eseguita dal compianto Template:MmeSilvana Bernardini (Laureato in Giurisprudenza nel 1960 presso l'Università di Roma in Lettere e Filosofia in Sociologia nel 1970 e nel 1980, presso l'Università di Trento , in Grafologia nel 1989 presso l'Università di Urbino). È stata Presidente dell'Associazione Grafologica Italiana e ha lavorato come grafico esperto presso la Corte Civile e Penale di Trento (Italia).
Il nono grafico Marullo mostra una profonda personalità e segnata da una sensibilità raffinata. La vitalità naturale dell'artista, tuttavia, sembra "aggressiva" e quindi fragile da numerosi stimoli esterni che contemporaneamente lo annoiano. Questo Stato di cose lo spinse ad assumere un atteggiamento introverso, ma anche ricco di intuizioni geniali ed originali.
Il nono grafico Marullo mostra una profonda personalità e segnata da una sensibilità raffinata. La vitalità naturale dell'artista, tuttavia, sembra "aggressiva" e quindi fragile da numerosi stimoli esterni che contemporaneamente lo annoiano. Questo stato di cose lo spinse ad assumere un atteggiamento introverso, ma anche ricco di intuizioni geniali ed originali.
Il suo spettacolo grafico, orgoglioso e orgoglioso, consapevole del suo potenziale, ma frustrato da un contesto familiare e sociale sfavorevole. Tuttavia, a causa di questo contesto, così come le difficoltà materiali, Marullo fu spinto a superare se stesso e ad eseguire opere di grande valore.
Il senso della bellezza, dell'ordine e dell'armonia era innato in lui. Avrebbe potuto fiorirsi nell'espressione letteraria poetica, ma avrebbe optato per la scultura per perseguire la tradizione familiare dell'artigianato artigianale, i cui prelievi iniziali aveva appreso. È anche possibile che l'opera del legno e della pietra rappresenti un mezzo per evacuare le tensioni che derivano dalla sua vita che gli hanno dato una sensazione di isolamento e di essere frainteso. Gioia e autostima derivano dal suo lavoro e l'esecuzione delle sue opere.

## L'Artista oggi
Nonostante il suo ruolo importante nell'arte scultorea siciliana, in particolare nella provincia di Messina, Noè Marullo è stato oggetto di pochissimi studi e rimane poco conosciuto dal pubblico, così come gli storici dell'arte. Eppure le sue sculture rappresentano un importante e ragguardevole contributo all'arte scultorea siciliana.
La città di Mistretta ha onorato l'artista dando il suo nome a una strada nel centro della città ( via Noè Marullo). Nell'autunno del 2000, la città gli ha anche onorato con un busto scolpito da un'altra artista di Mistretta, Mario Biffarella. Il busto è stato installato nel giardino pubblico ( Villa Comunale ) durante una cerimonia ufficiale. In questa occasione, i risultati dell'analisi della scrittura condotte da Template:Mme Sono state presentate Silvana Bernardini sui testi dell'artista (vedi sopra).

Grazie anche al lavoro di conservazione storica dell'Associazione Progetto Mistretta, alcune informazioni sulla vita dell'artista sono state recuperate.

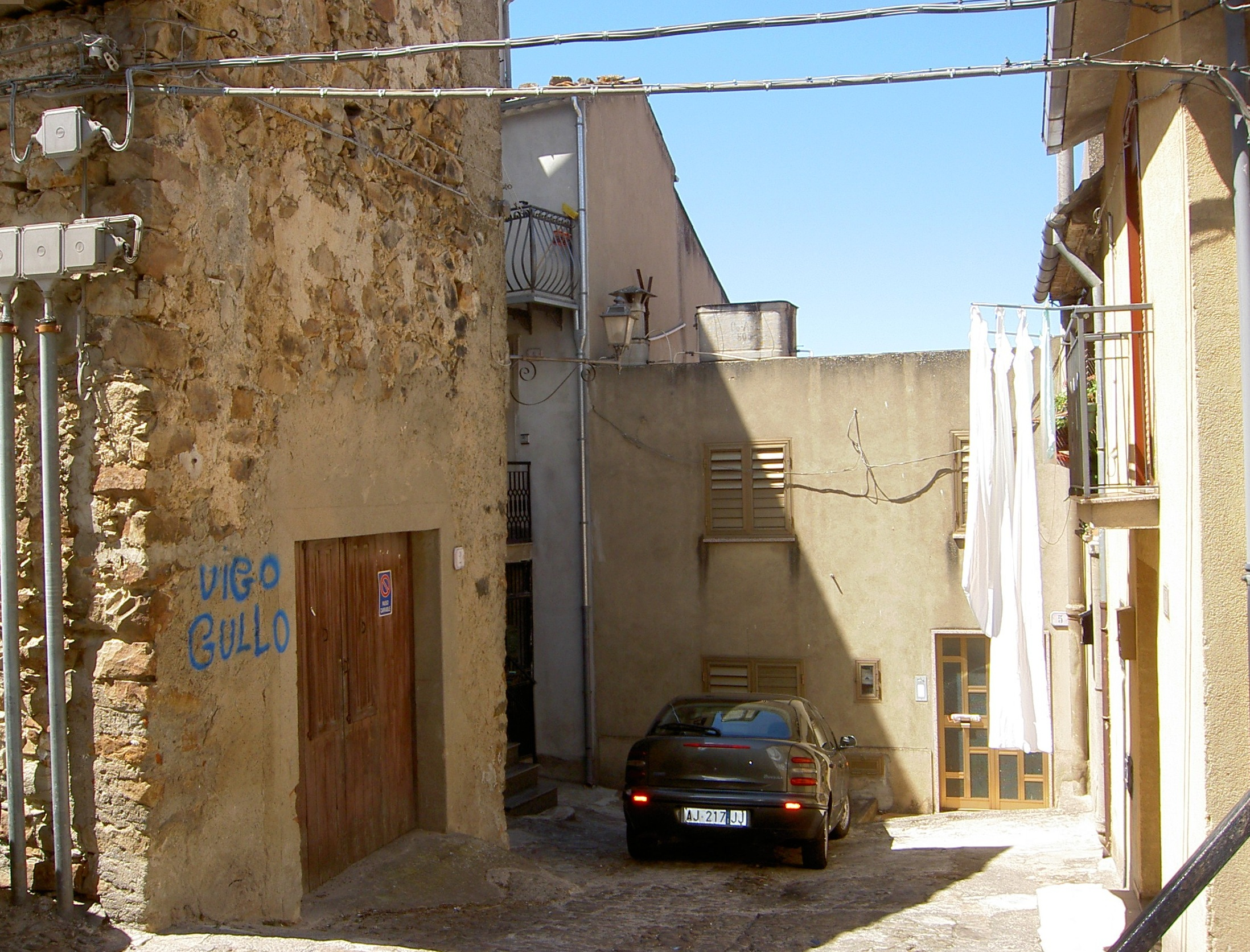
Vicolo Gullo a Mistretta. Sullo sfondo, a sinistra, il luogo di nascita di Noè Marullo
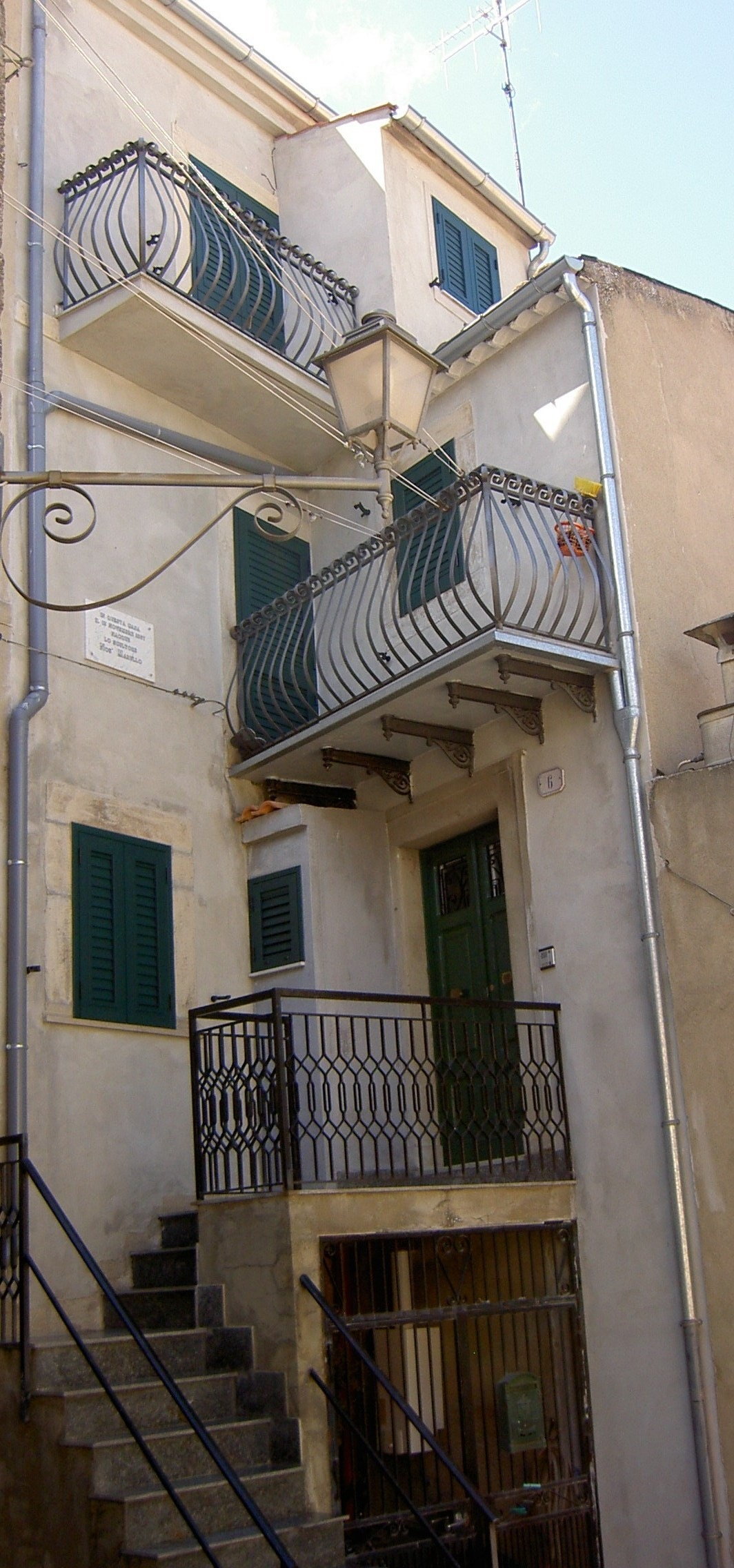
Luogo di nascita di Noè Marullo, situata a Vicolo Gullo, a Mistretta
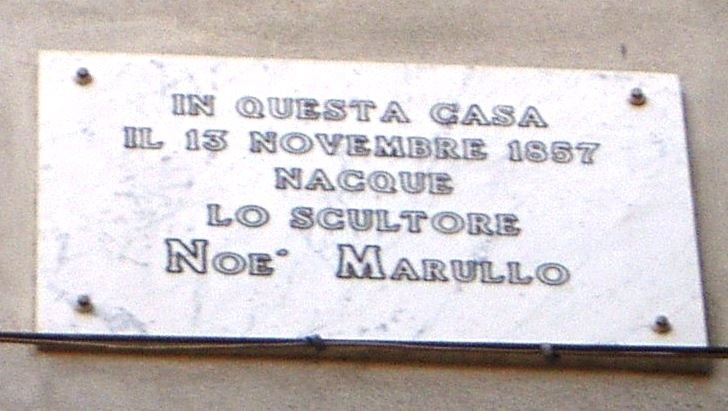
Piastra commemorativa del luogo di nascita di Noè Marullo
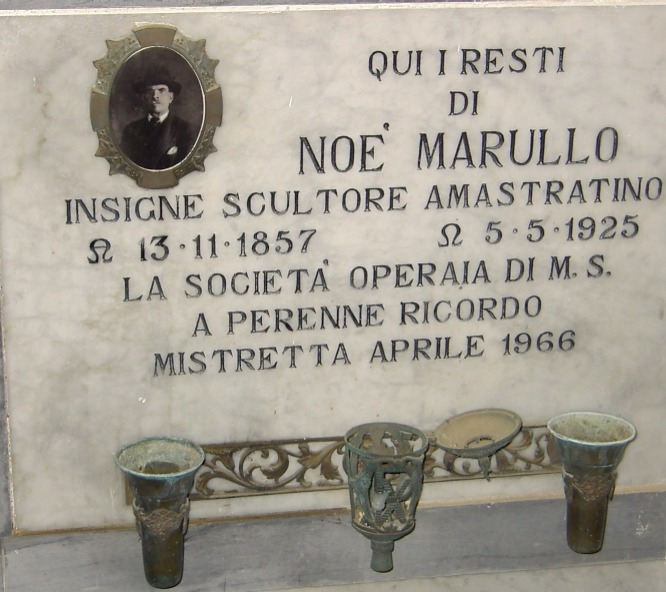
Tomba di Noè Marullo, disegnata nel 1966 dalla Sociedà Operaia de Mistretta
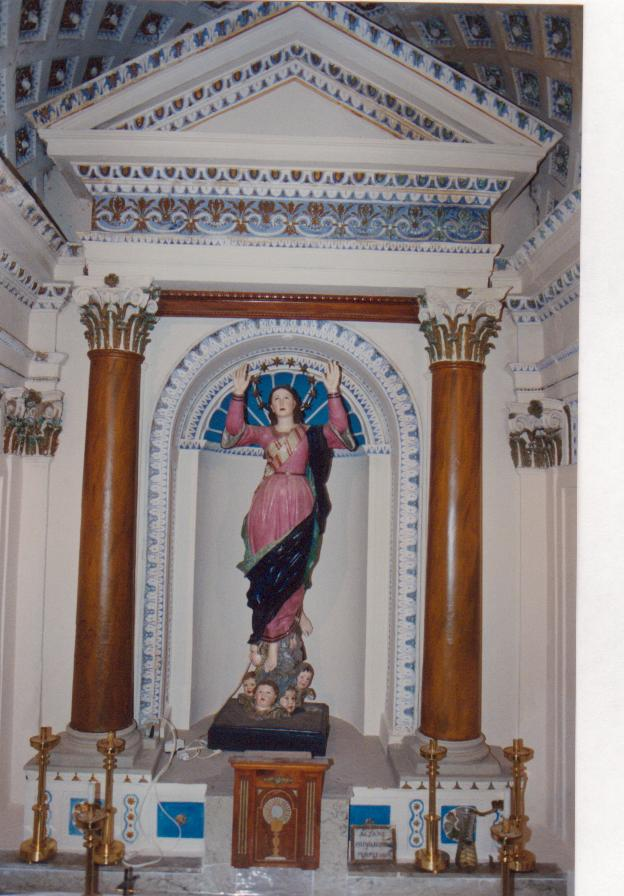
Madonna Assunta (1880) di Noè Marullo, Chiesa di San Giovanni (Mistretta)
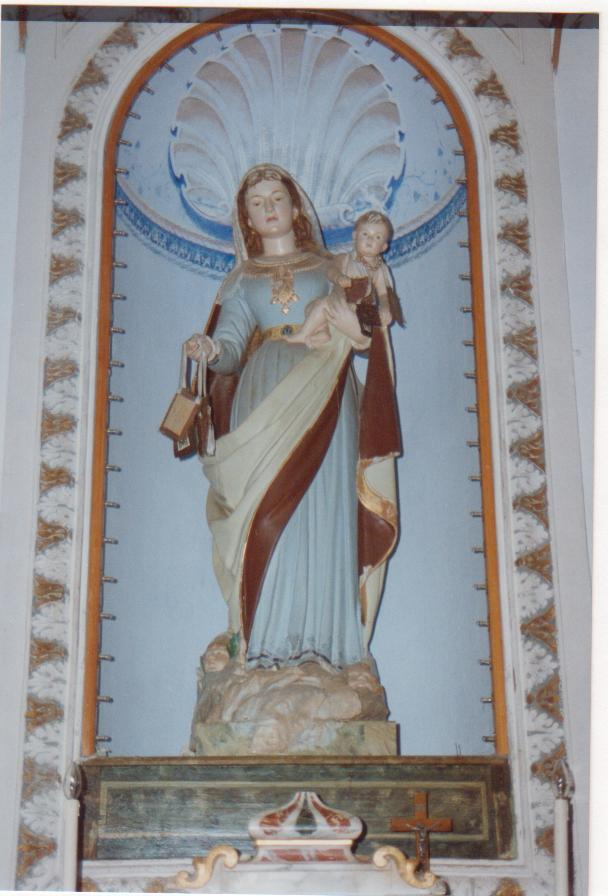
Madonna col bambino (Madonna del Carmine) di Noè Marullo, Chiesa di San Giovanni (Mistretta)
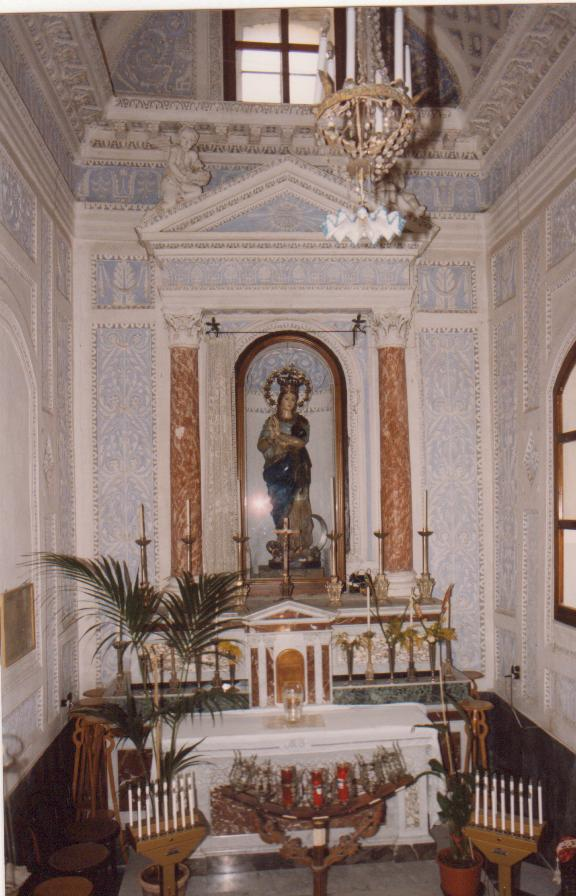
Madonna Immacolata di Noè Marullo, Chiesa di San Nicolò (Mistretta)
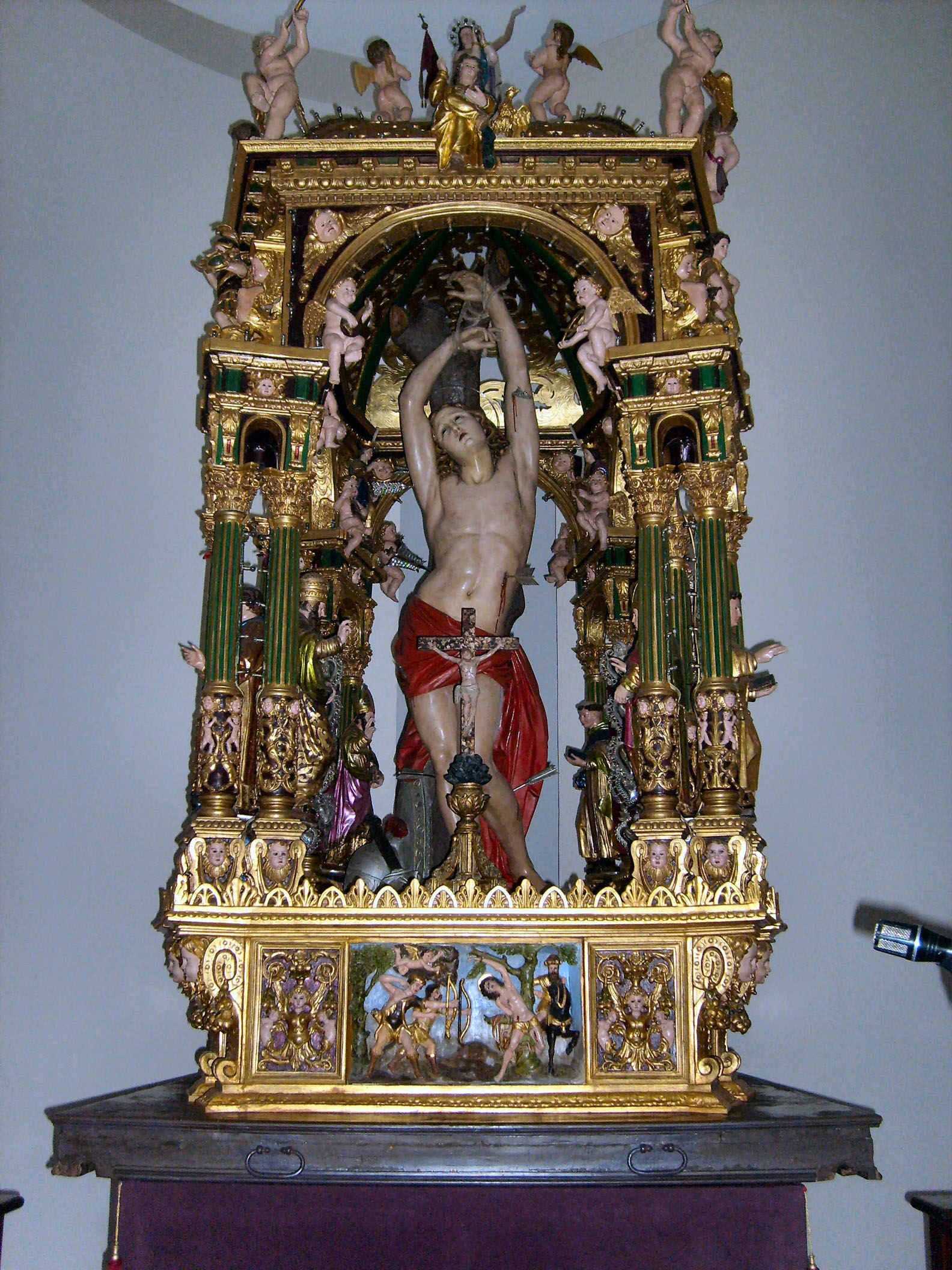
San Sebastiano di Noè Marullo, patrono di Mistretta (Chiesa di S. Sebastiano, Mistretta)
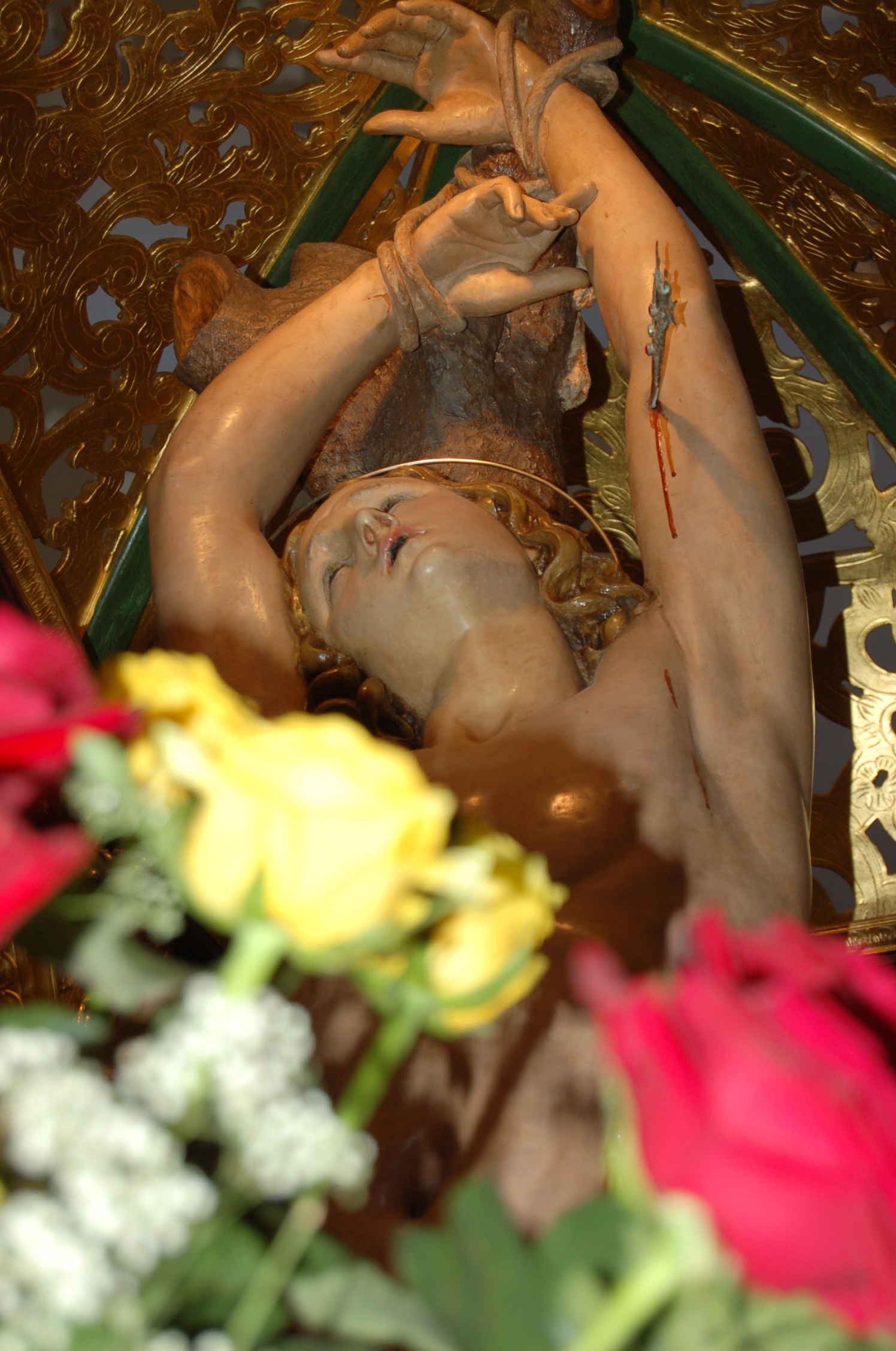
Primo piano di San Sebastiano, patrono di Mistretta, opera di Noè Marullo
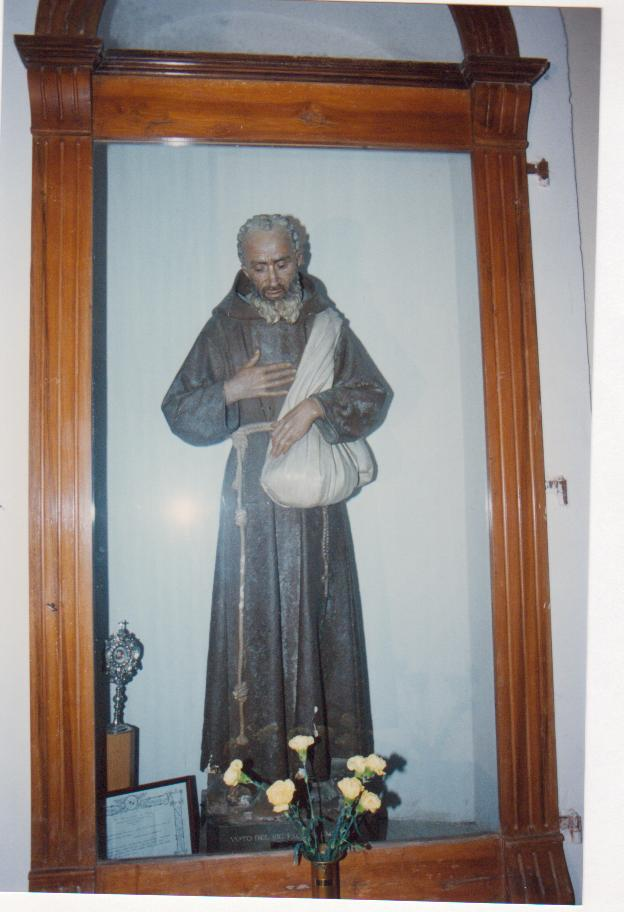
Beato Felice da Nicosia di Noè Marullo (Chiesa di San Francesco, Mistretta)
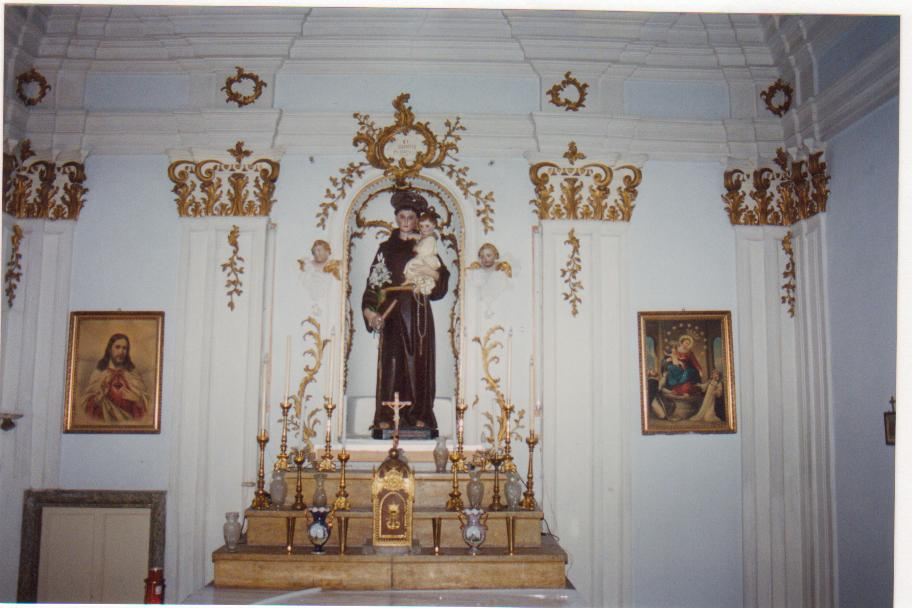
Statua di S. Antonio Abate realizzata nel 1910 da Noè Marullo (Chiesa di S. Antonio da Padova, Mistretta)
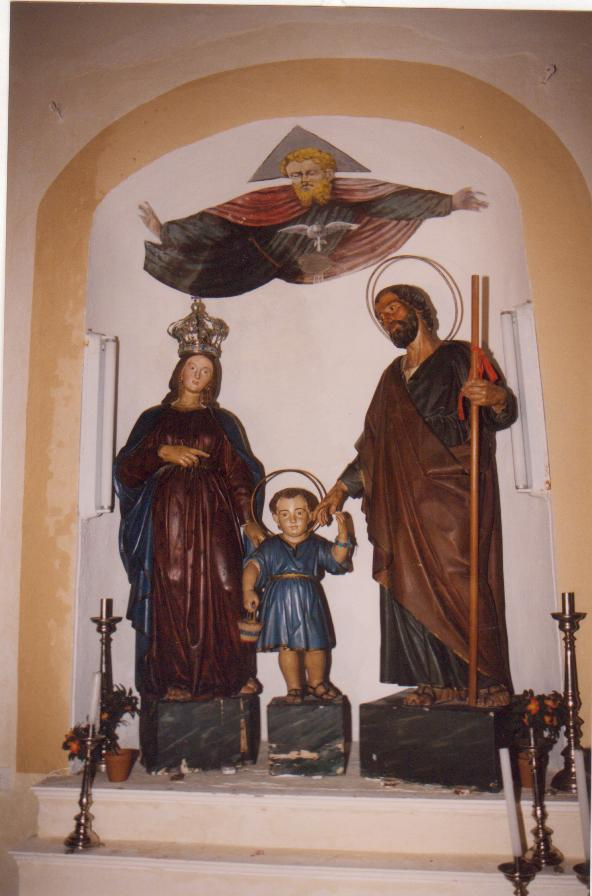
Sacra Famiglia attribuita a Noè Marullo, Chiesa SS. Cosma e Damiano (Mistretta)
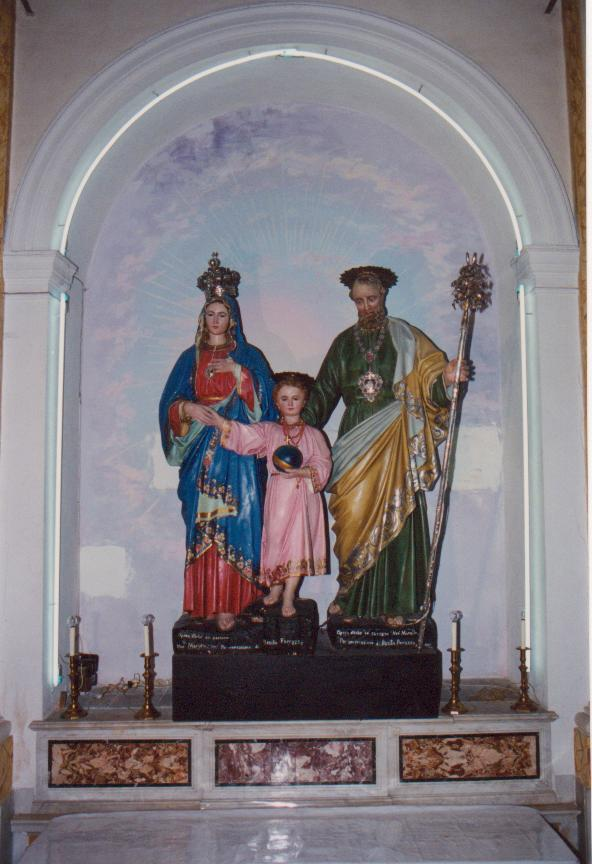
Sacra Famiglia di Noè Marullo (Chiesa di S. Giuseppe, Mistretta)
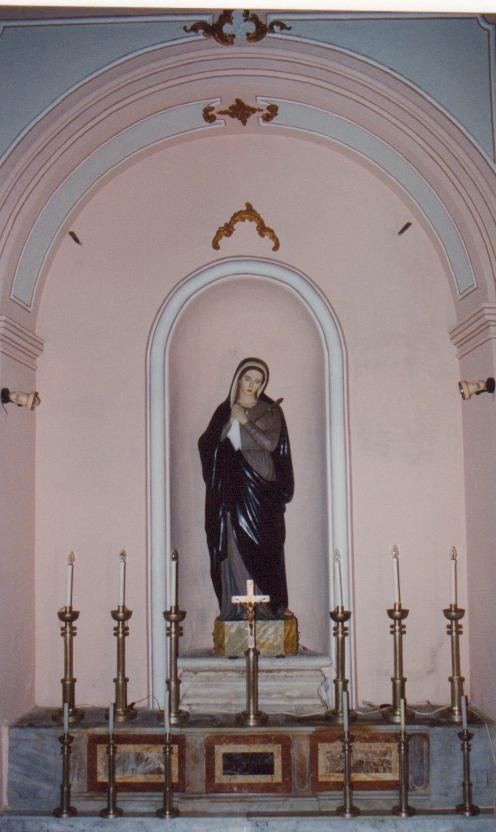
Addolorata di Noè Marullo (Chiesa Maria SS. del Rosario, Mistretta)
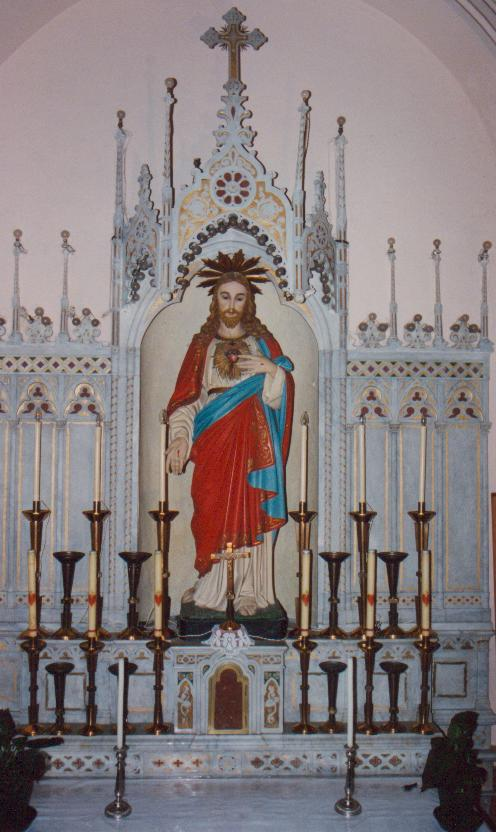
Sacro Cuore di Noè Marullo (Chiesa Maria SS. del Rosario, Mistretta)
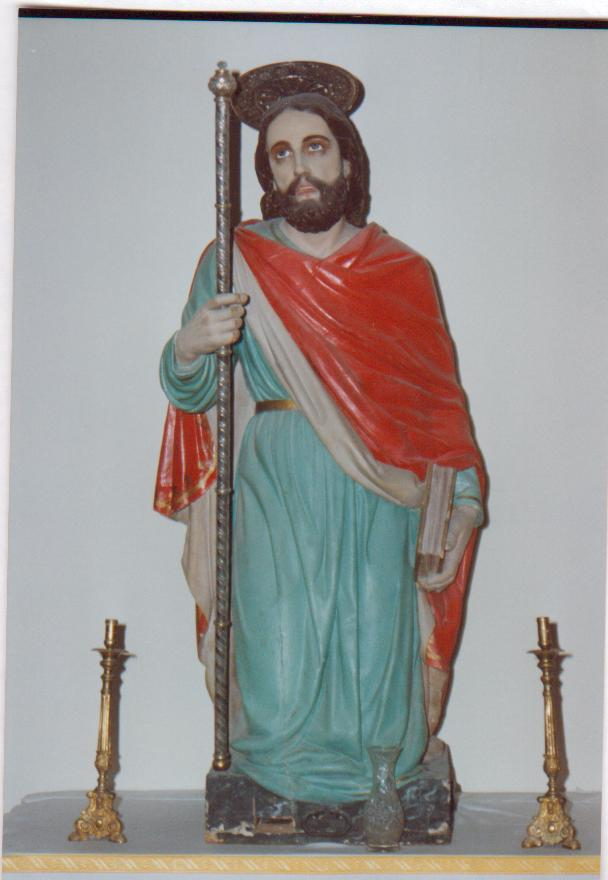
San Filippo di Noè Marullo (Chiesa di S. Sebastiano, Mistretta)
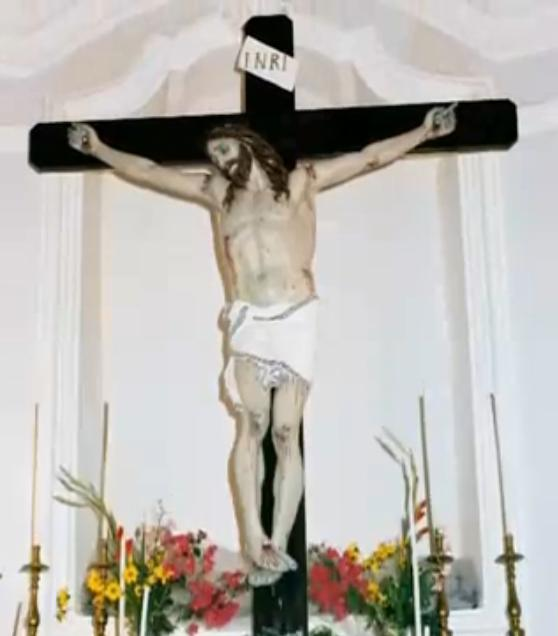
Crocifisso di Noè Marullo (Chiesa del SS. Crocifisso, Centuripe)
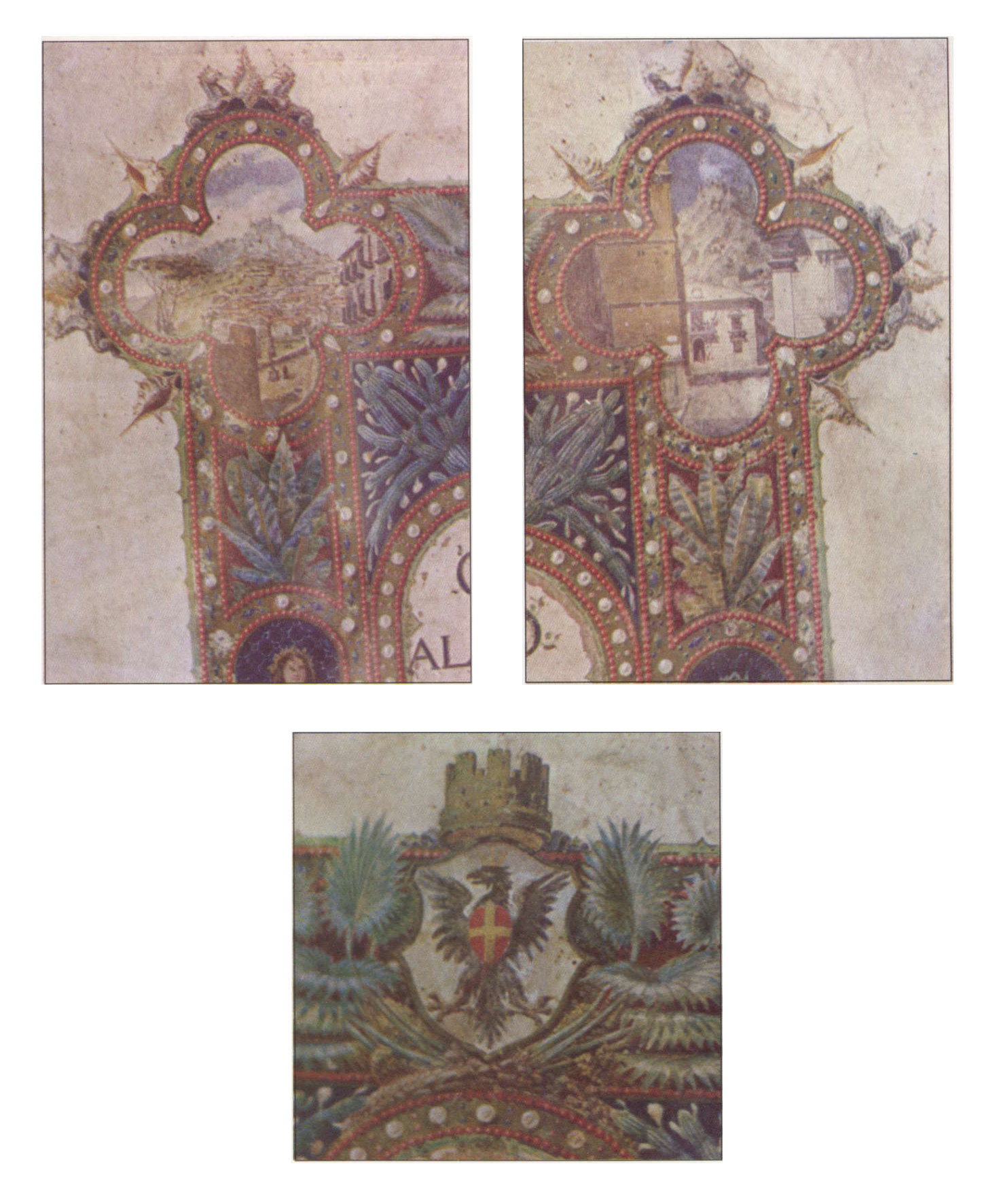
Pergamena miniata (Noè Marullo, 1878)
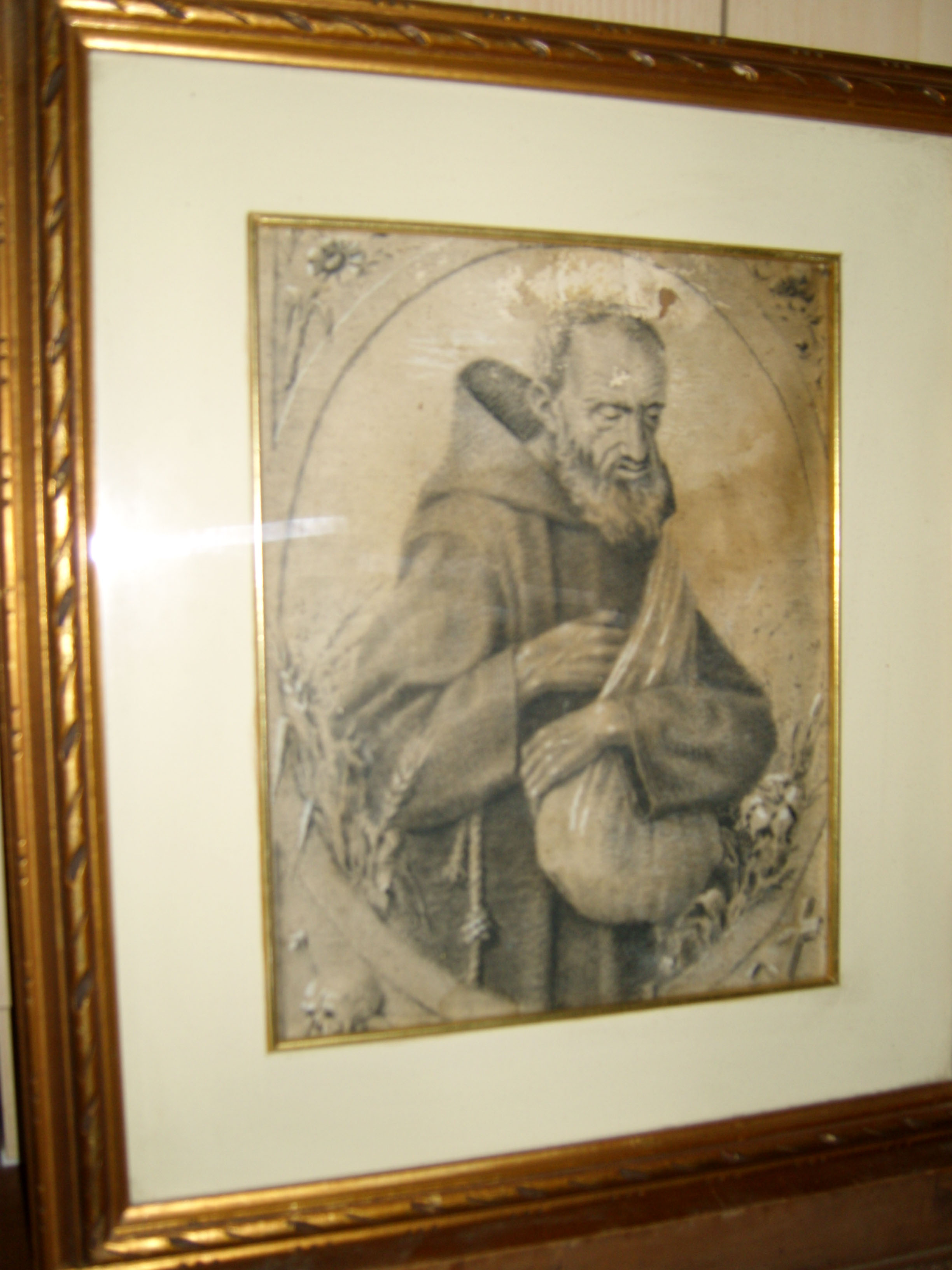
Quadro del Beato Felice, di Noè Marullo
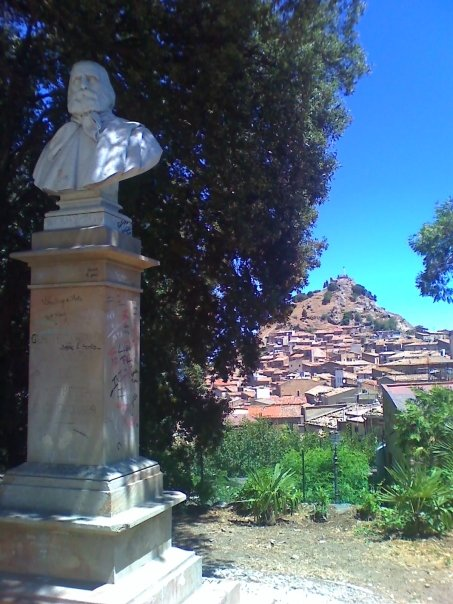
Busto in marmo di Giuseppe Garibaldi, scolpito da Noè Marullo
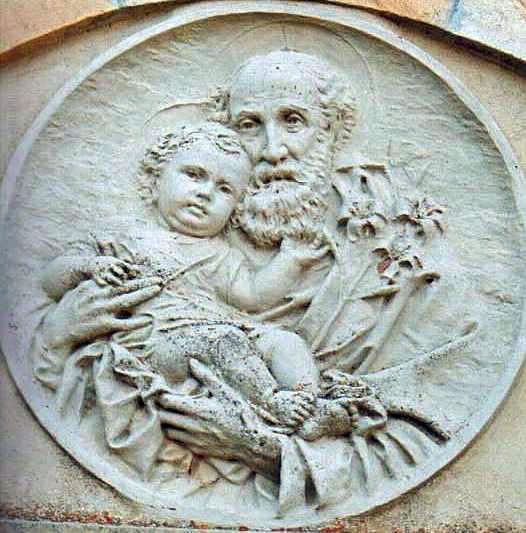
San Giuseppe di Noè Marullo